# Krestovski ostrov (metrostation)
Krestovski ostrov (Russisch: Крестовский остров) is een station van de metro van Sint-Petersburg. Het station maakt deel uit van de Froenzensko-Primorskaja-lijn en werd geopend op 3 september 1999; het lijngedeelte waaraan het ligt (Staraja Derevnja - Tsjkalovskaja) werd echter al op 14 januari 1999 in gebruik genomen. Het metrostation ligt op het Krestovski-eiland, een van de eilanden in de delta van de Neva. In de planningsfase werd het station Park Koeltoery (Cultuurpark) genoemd.
Het station ligt 49 meter onder de oppervlakte en beschikt over een perronhal die door arcades van de sporen wordt gescheiden. Vanwege het gebruikte materiaal (gewapend beton in plaats van staal) zijn de zuilen dikker dan op andere stations. Spiegels aan het einde van de perronhal wekken de illusie dat het station tweemaal groter is. Mozaïeken van mythische figuren beelden op de tegenover elkaar staande muren de eilanden van Sint-Petersburg respectievelijk de rivier uit. Tijdens grote evenementen in de omgeving is het station gesloten om vandalisme tegen te gaan.
Het uit glas en staal opgetrokken bovengrondse toegangsgebouw bevindt zich op de hoek van de Morskoj prospekt (Zeelaan) en de Oelitsa Rjoechina, aan de rand van het Primorski-Overwinningspark en nabij de Tweede Jelaginbrug, een van de toegangen tot het Cultuur- en Ontspanningspark op het Jelagin-eiland. Rondom het gebouw zijn stenen zuilengalerijen geplaatst.

## Galerij

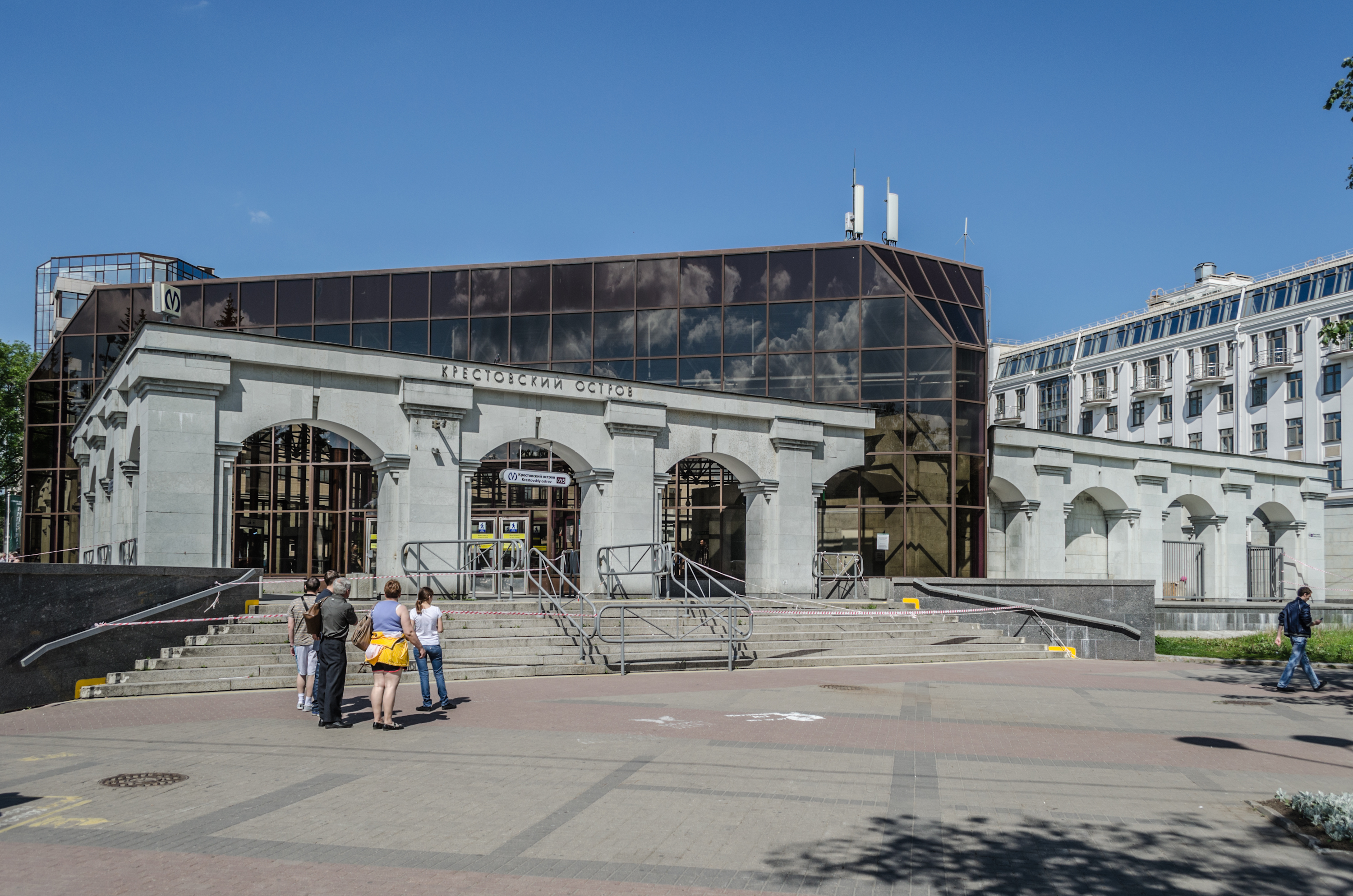
Ingangen